# Prywatna wojna majora Bensona
Prywatna wojna majora Bensona (The Private War of Major Benson) – amerykańska komedia z 1955 roku w reżyserii Jerry'ego Hoppera.
W 1956 roku film był nominowany do nagrody Oscara w kategorii Najlepsze Materiały do Scenariusza (Joe Connelly, Bob Mosher). Rok wcześniej otrzymał nominację w kategorii dla najlepszego filmu na MFF w San Sebastian. Otrzymał dość pozytywne recenzje krytyków. 
Zdjęcia do filmu powstawały na terenie St. Catherine's Academy w Anaheim (Kalifornia) – katolickiej szkoły średniej dla chłopców o wojskowym profilu nauczania. 

## Fabuła
Słynący z surowości i niewyparzonego języka major Benson naraża się przełożonym za udzielenie krytycznego wywiadu o wojsku. Skierowanie do katolickiej szkoły kadetów jest jego ostatnią szansą na pozostanie w armii. Przyjeżdża tam z mocnym postanowieniem, że wykorzysta daną mu szansę i pokaże podopiecznym, co to jest prawdziwe wojsko. Po przyjeździe do szkoły, przekonuje się jednak, że jego nowi podopieczni to dzieci w wieku 6-15 lat, a kierownictwo placówki to podstarzałe zakonnice. Jego spojrzenie na szkolenie i dryl wojskowy jaki próbuje zaprowadzić, szybko przysparzają mu wrogów, zwłaszcza, że pośród kadetów znajdują się dzieci wpływowych rodziców. Z czasem jednak major Benson, potrafi zjednać sobie serca swoich podopiecznych, w czym pomaga mu urodziwa doktor Lambert. 

## Obsada
- Charlton Heston – mjr Barney Benson
- Julie Adams – dr Kay Lambert
- William Demarest – John
- Tim Hovey – kadet "Tygrys" Flaherty
- Sal Mineo – kadet Dusik
- Tim Considine – kadet Hibler
- Nana Bryant – matka Redempta
- Milburn Stone – gen. Ramsey

i in. 